# Turok 2: Seeds of Evil
Pour les articles homonymes, voir Turok.
Turok 2: Seeds of Evil est un jeu de tir à la première personne sorti en 1998 sur Windows, Nintendo 64 et Game Boy Color. Il est basé sur le comics Turok. Ce fut un jeu très attendu car il proposait des graphismes impressionnants pour l'époque et un grand nombre d'ennemis et d'armes originaux. Ce fut un des premiers jeu de la Nintendo 64 à utiliser l'Expansion Pak, avec Star Wars: Rogue Squadron, Top Gear OverDrive et NFL Quarterback Club '99. Il a fait l'objet d'un remaster sur Windows, Xbox One et Nintendo Switch.
Le jeu est un peu différent de son prédécesseur car il s'inspire plus de jeu comme GoldenEye 007. Il y a maintenant des objectifs de mission à accomplir, le maniement du personnage est similaire au jeu GoldenEye 007, il y a un Styracosaurus à chevaucher et un mode multijoueur. Une musique  plus orchestrale remplace les bruits de jungle du premier épisode. Les ennemis quant à eux sont beaucoup plus intelligents : ils se mettent a couvert, ouvrent le feu, attaquent en groupe et même fuient quand le joueur transporte des armes de destruction massive. Le joueur peut passer à n'importe quelle arme immédiatement grâce à un menu qui a inspiré la suite de GoldenEye 007 : Perfect Dark. Le jeu est assez gore et permet la décapitation et/ou le démembrement des ennemis comme dans Soldier of Fortune bien que ces démembrements soient scriptés (pré-calculé). Le jeu possède aussi de nombreuses voix d'acteurs enregistrés en studio, un fait assez rare sur des titres N64.
Les niveaux sont très variés, allant de la ville aux vaisseaux spatiaux en passant par la jungle et des grottes. Il a été handicapé par des problèmes de rafraichissement d'image qui n'ont pas été résolus même avec l'Expansion Pak et des distances trop grandes entre les points de sauvegarde.
À la fin de chaque monde le joueur doit défendre le Totem d'énergie pour éviter que le Primagen soit libéré.

## Histoire
Au début du jeu le nouveau Turok, Joshua Fireseed, apparait par un portail face à une femme à la peau bleue appelée Adon. Elle explique qu'elle a été appelée par les Elders de la terre perdue, the Lazarus Concordance, pour détruire une puissante entité extraterrestre appelé le Primagen.
Le Primagen est une créature emprisonnée il y a bien longtemps dans l'épave de son vaisseau spatial après avoir essayé de conquérir la terre perdue. Il a été enfermé dans des ruines scellées avec cinq objets appelés  Totems d'énergie. Maintenant, il a enrôlé plusieurs créatures afin d'essayer de détruire ces objets, sa propre armée de dinosaures artificiel s'assemble et d'autres créatures qu'il a achetées avec des promesses de fournir des armes ou des ressources lui obéissent.
La mission du Turok est donc claire, il doit trouver les cinq totems, détruire toutes les forces qui s'opposent à lui, et détruire le Primagen lui-même pour éliminer toutes les menaces qui pèsent sur la terre perdue une bonne fois pour toutes. Dans les faits, il doit détruire les armées du Primagen et trouver les portails dans chaque niveau pour accéder aux chambres des Talisman pour acquérir d'anciens pouvoirs magiques.
Au cours du jeu, une entité mystérieuse qui se fait appeler Oblivion essaye de contrecarrer la quête de Turok en créant de faux portails des Chambres de Talisman qui mènent vers des secteurs peuplés par ses domestiques, les mangeurs de chair (Flesh Eaters).

## Système de jeu

### Niveaux et ennemis
Le jeu est divisé en six mondes principaux reliés par un hub, plus la zone de combat final accessible une fois que toutes les clefs spéciales sont retrouvées. Chaque monde a un certain nombre de clefs menant à des mondes cachés et un certain nombre d'objectifs.

### Multijoueur
Le jeu inclut aussi un mode multijoueur (de 2 à 4 personnes). Un grand nombre de personnages peuvent être incarnés par les joueurs, chacun ayant des forces et des faiblesses spécifiques, même si personne ne peut se guérir seul, hormis Adon, mais celle-ci a une faible vitalité, ce qui fait qu'elle peut être éliminé facilement malgré cet avantage. Parmi les personnages, on peut citer le raptor et le Mantis qui ressemble à l'Alien dans Alien versus Prédator ; le Mantis est assez faible en corps à corps mais il est extrêmement agile et rapide.
Trois modes sont disponibles en multijoueur : un mode deathmatch, deathmatch en équipe, et un mode « Frag Tag ». Le mode Frag Tag commence avec un joueur choisi au hasard transformé en singe qui ne peut pas attaquer et qui possède peu de vie. Le « joueur singe » a pour but d'atteindre un endroit spécifique du niveau. S'il arrive à ce point, le joueur redevient normal et un autre joueur sera transformé en singe tandis que s'il est tué le joueur réapparaîtra en singe.
Il est aussi possible en activant un cheat code (code de triche) durant une partie multijoueur, de jouer les missions solo en multijoueur. Cette fonction a été découverte sur une pré-version reçu par le mensuel N64 Magazine mais elle a été retirée dans la version finale. Les joueurs pouvaient activer cette fonction quand même mais sans pouvoir aller bien loin car les téléporteurs et les portails ne fonctionnaient pas dans ce mode et qu'il était relativement instable. La seule façon de pouvoir jouer entièrement dans ce mode était d'utiliser un Action Replay ou un Gameshark pour corriger le problème des téléporteurs dans le jeu.
Malgré l'ancienneté du jeu, il est encore très actif « online » ; une petite communauté de fans continue ainsi d'héberger des serveurs pour le jeu en mode multijoueur en ligne.

### Remarque
Le jeu dispose d'une fin alternative, déblocable en utilisant le cheat code qui permet entre autres de choisir son niveau, d'affronter les boss ou être invincible. De cette manière il est possible d'aller directement affronter le Primagen sans avoir libéré les totems d'énergie. S'il est vaincu ainsi, le Primagen ne sera pas détruit par les totems ; le joueur se retrouve ainsi téléporté auprès d'Adon directement après le combat et se voit annoncer l'échec de sa mission.

## Accueil
- Edge : 9/10[1]
- Famitsu : 30/40[2]
- GamePro : 4,5/5[3]
- GameSpot : 9/10 (N64)[4] - 6,7/10 (PC)[5]
- IGN : 9/10 (N64)[6] - 7/10 (PC)[7]
- Jeuxvideo.com : 14/20[8]
- Nintendo Power : 6,4/10 (GBC)[9]